# Windows Live Home
 (septembre 2020).
Si vous disposez d'ouvrages ou d'articles de référence ou si vous connaissez des sites web de qualité traitant du thème abordé ici, merci de compléter l'article en donnant les références utiles à sa vérifiabilité et en les liant à la section « Notes et références ».
Windows Live Home est un portail web lancé par Microsoft, partie intégrante des services Windows Live. Il a été créé dans le but de rassembler plusieurs services Windows Live en un seul portail accessible.

## Historique
Windows Live Home a été révélé pour la première fois le 3 août 2007. Une nouvelle version de Live.com (plus tard renommé Windows Live Personalized Experience, actuellement hors-service) a été distribué courant hiver 2007, exposant une nouvelle interface ainsi que les l'intégration des services Windows Live. Microsoft confirme plus tard que Windows Live Home ne remplacera pas Live.com. La dernière version de Windows Live Home a été diffusée le 15 octobre 2007.